# Pantad och såld
Pantad och såld är ett musikalbum av Eldkvarn som gavs ut 1978 på skivbolaget MNW.

## Låtlista
Alla låtar är skrivna och komponerade av Plura Jonsson om inget annat anges. 
| 1. | 48:an           |  |  | 3:22 |
| 2. | Pantad och såld |  |  | 6:27 |
| 3. | Det kom en båt  |  |  | 4:05 |
| 4. | Låt kvasten gå  |  |  | 4:13 |

| 1. | Nya tider          |  |  | 5:25 |
| 2. | Tjänstemannens son |  |  | 3:48 |
| 3. | Holberg Hotel      |  |  | 5:35 |
| 4. | Staden utan slut   |  |  | 3:14 |

## Medverkande
- Liten Falkeholm - xylofon
- Tony Thorén - bas, sång
- Lage Bergström - trummor
- Curt-Åke Stefan - piano, orgel, ljudtekniker
- Plura Jonsson - gitarr, sång
- Wenche Arnesen - Sång
- Carl Jonsson - gitarr, trummor, sång
- Kjell Westling - saxofon
- Johanna Lindström - sång

### Fotnoter
1. 1 2  ”Pantad och såld”. Discogs.com. http://www.discogs.com/Eldkvarn-Pantad-Och-S%C3%A5ld/release/584983. Läst 4 februari 2012.